# Transrapid

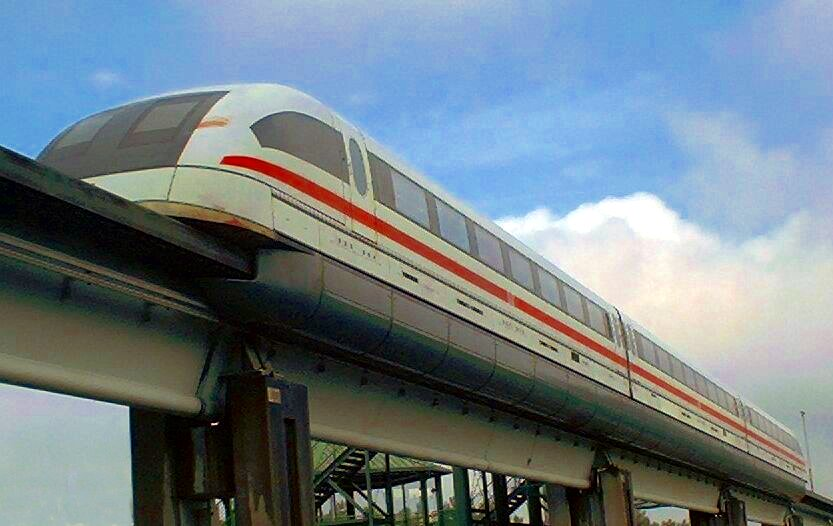
Transrapid nella linea di test a Emsland

Transrapid è un treno monorotaia a levitazione magnetica tedesco adatto sia al trasporto passeggeri che al trasporto di merci.
Basati su un brevetto del 1934, i progetti per l'attuale Transrapid iniziarono nel 1969. La linea di test, costruita su un percorso che corre a circa 8 metri dal suolo, si trova a Emsland in Germania ed è stata completata nel 1987.
Nel 1989 il Transrapid ha stabilito un primo record di velocità toccando i 436 km/h; attualmente ha superato anche il traguardo dei 500 km/h.
Il progetto è sviluppato e venduto dalla Transrapid International GmbH & Co. KG, una joint venture della Siemens AG e della ThyssenKrupp.

## Considerazioni economiche ed ambientali
Il Transrapid è più efficiente di un treno convenzionale dal punto di vista energetico e inoltre risulta essere anche molto più silenzioso delle soluzioni tradizionali. Ciò è dovuto all'assenza dell'attrito fra treno e rotaia (sebbene nei treni ad alta velocità buona parte dell'energia venga dissipata per vincere l'attrito dell'aria, dato che questo cresce con il quadrato della velocità). Inoltre questi treni hanno una maggiore capacità di superare pendenze, rispetto a quella dei treni comuni, risultando particolarmente adatti per zone montane. Le infrastrutture necessarie possono essere ricavate da quelle esistenti dato che questa tipologia ferroviaria non necessita di particolari accorgimenti. La costruzione dei binari, però, è più costosa di quelli destinati all'uso comune.

## Tecnologia
Il Transrapid usa la tecnologia a sospensione elettromagnetica (EMS).
Il motore lineare sincrono utilizzato dal Transrapid viene utilizzato per muovere il treno e per frenarlo. Funziona come un motore rotativo elettrico in cui lo statore è stato aperto e disteso lungo la rotaia. All'interno delle bobine le correnti alternate generano un campo magnetico che muove il treno senza contatto fisico con la rotaia. Ogni rotaia è in grado di portare treni in un solo senso, rendendo gli scontri fra treni che viaggiano in senso opposto impossibili e limitando la possibilità di collisione ad eventuali tamponamenti.
Il sistema maglev non ha assi di trasmissione, ruote o pantografo. Il treno non rotola bensì lèvita. Il sistema elettronico garantisce che la distanza dalla rotaia rimanga costante (10 millimetri). Per stazionare sopra la rotaia il maglev richiede meno energia di quella richiesta dal sistema di aria condizionata del treno. Il sistema di livellamento e tutta l'elettronica a bordo vengono alimentate dalle oscillazioni armoniche del campo magnetico dello statore lineare. Queste oscillazioni non possono essere utilizzate come sistema di propulsione. In caso di mancata alimentazione della rotaia il Transrapid utilizza le batterie di riserva installate a bordo della motrice per mantenere il treno in levitazione e muoverlo.

## Il sistema di trasporto in Germania
Il Transrapid originariamente era uno dei competitori per lo sviluppo del nuovo trasporto pubblico ad alta velocità in Germania. Un altro competitore era l'InterCity Express (ICE). Il sistema ICE vinse ed infatti venne adottato in tutta la Germania. Si argomentò che ICE poteva viaggiare sulla rete esistente (non alle velocità massime, per stazioni vicine spesso risultano più rapidi i treni dei pendolari). Ma lo sviluppo del Transrapid non venne abbandonato essendo evidente la sua superiorità rispetto all'ICE (anche se si decise di non utilizzarlo estesamente in Germania).
Tuttavia negli anni novanta vi furono delle intense discussioni in Germania sulla utilità e sulla necessità di costruire linee Transrapid. Sebbene superiore al treno convenzionale il Transrapid venne considerato troppo costoso, dato che le compagnie che lo avevano sviluppato avevano contato sulle sovvenzioni del governo federale. La controversia verteva sull'eticità d'investire soldi pubblici in costruzioni commerciali. I progetti di una linea Berlino-Amburgo sono stati annullati dato che i legislatori non sono stati convinti del fatto che il progetto sarebbe mai potuto diventare conveniente. I governanti hanno deciso, in un periodo di ristrettezze economiche, di non finanziare quel progetto anche se era evidente che una linea funzionante in Germania avrebbe favorito la vendita della tecnologia all'estero.

## Costi di costruzione
Costruire una linea maglev è più economico che costruire una linea convenzionale ad alta velocità dato che i maggiori componenti sono prodotti prefabbricati ed assemblati in loco, non necessitando di tutti gli accorgimenti necessari ad una linea ad alta velocità, ottenendo così il risultato di un costo inferiore mediamente tra il 20 ed il 50% rispetto ad una linea ad alta velocità. Di contro un locomotore maglev è molto più costoso di un locomotore classico e in sostanza i costi di costruzione complessivi o si equivalgono o rendono il maglev più costoso.

## Costi di mantenimento
Sebbene il maglev costi di più nella costruzione delle infrastrutture, consente di risparmiare in costi di esercizio e di manutenzione essendo il metodo di trasporto più efficiente di un treno standard. Bisogna notare che non esistono applicazioni reali che permettano di stimare i costi di manutenzione e esercizio. Le attuali considerazioni si basano su simulazioni basate sul progetto della linea di Shanghai.

## Trasporto in Cina

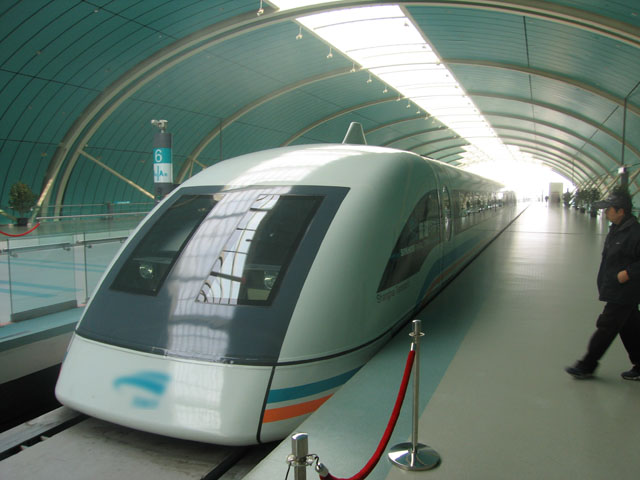
Shanghai Transrapid

L'unico successo commerciale si ebbe nel 2000 quando il governo Cinese ordinò la costruzione di una linea Transrapid per collegare Shanghai allo Shanghai Pudong International Airport. La linea venne inaugurata nel 2002. I viaggi regolari iniziarono nel marzo del 2002. Durante la prima settimana il numero medio di passeggeri è stato molto basso, 73 in media rispetto ad una capienza massima di 440 passeggeri. Questo era dovuto all'alto costo del biglietto e alla relativa distanza del terminale di arrivo dal centro della città. Attualmente il costo del biglietto ordinario è 50 Renminbi (6€).
Il progetto della linea di Shanghai va inteso come un progetto nato per creare una linea dimostrativa allo stato dell'arte della tecnologia tedesca del maglev. Il relativo alto costo del biglietto viene proporzionato all'alta velocità del mezzo (430 km/h) e all'alto comfort dei passeggeri. Secondo molti il governo Cinese era più interessato al trasferimento della tecnologia che all'effettivo successo della linea. Nonostante tutto, la linea in termini di sicurezza, affidabilità e velocità dimostra che il sistema maglev Transrapid è adatto per applicazioni commerciali in tutto il mondo.
I produttori del Transrapid hanno seriamente sperato di ottenere una nuova commessa in Cina per la linea che dovrebbe collegare Shanghai e Pechino. Sono rimasti molto delusi quando il governo Cinese ha deciso di scegliere il progetto giapponese Shinkansen. La Siemens sperava almeno di riuscire a vendere il treno ICE. Il Transrapid è un progetto in collaborazione mentre il treno ICE è un progetto totalmente di proprietà della Siemens. La disapprovazione pubblica per il progetto della linea ha rimandato la costruzione della linea ad un futuro migliore.
Nel novembre 2004 sono iniziati dei colloqui per estendere la linea Transrapid da Shanghai a Hangzhou, una tratta da 180 km. Attualmente il treno impiega 2 ore e mezza, il maglev dovrebbe coprire quella tratta in 27 minuti.

## Nuovi progetti in Germania
Una tratta Transrapid per collegare la capitale della Baviera, Monaco, all'Aeroporto internazionale era in progettazione. Questa linea doveva ridurre l'attuale tempo di percorrenza via treno da 40 a 10 minuti. Nel marzo del 2008 il progetto fu scartato a causa dei costi elevati.

## Nuovi progetti nel Regno Unito
Il Transrapid viene considerato dal governo del Regno Unito come possibile mezzo per realizzare una linea ad alta velocità tra Londra e Glasgow.

## Incidenti
Il 22 settembre del 2006 a Lathen (Germania), un grave incidente ha coinvolto il Transrapid, che, durante un viaggio sperimentale con passeggeri volontari a bordo, è piombato a 200 km/h su una motrice di servizio ferma per lavori di manutenzione sulla monorotaia, uccidendo 23 persone e ferendone 10.

## Nei media
Nella serie poliziesca L'ispettore Derrick nella quarta stagione andata in onda in Germania nel 1977, nel sesto episodio uno dei protagonisti è un ingegnere che lavora al progetto Transrapid 04. Si vede il protagonista alla guida del treno ripreso all'interno in funzione e anche all'arrivo in una stazione di prova.